# André-Marie Ampère
Za glasbeno skupino glej Ampere (glasbena skupina).
André-Marie Ampère, francoski fizik in matematik, * 20. januar 1775, Poleymieux-au-Mont-d'Or pri Lyonu, Rhone, Francija, † 10. junij 1836, Marseille, Francija.

## Življenje in delo
Ampère je bil profesor na École Polytechnique v Parizu. Odkritja v elektromagnetizmu in elektrodinamiki. Pokazal je, da se tuljava, po kateri teče električni tok, obnaša podobno kot paličast magnet, da se železo namagneti, če ga damo v tuljavo z električnim tokom, in da med dvema bližnjima vodnikoma, po katerih teče električni tok, deluje magnetna sila. 
Po njem se imenuje osnovna enota električnega toka amper in Ampèrov zakon, s pomočjo katerega lahko izračunamo jakost magnetnega polja v okolici vodnika, po katerm teče električni tok. Dela: La theorie des phenomenes electro - dynamiques (1826).